# خداشهر (مقاطعة فومن)
خداشهر (بالفارسية: خداشهر) هي قرية تقع في غيلان في إيران. يقدر عدد سكانها بـ 196 نسمة بحسب إحصاء 2016.